# Джаміля (фільм, 1968)
«Джаміля» — радянський художній фільм 1968 року режисера Ірини Поплавської за однойменною книгою Чингіза Айтматова, знятий на кіностудіях «Мосфільм» і «Киргизфільм».

## Сюжет
Дія відбувається в Киргизії під час Великої Вітчизняної війни, коли жінки, люди похилого віку і діти орали в полі й відправляли пшеницю фронтовикам. У маленькому аулі Каркурау живе сім'я, у них є два будинки, малий і великий. У родині головою вважається мати; тому що характер у неї сильний, вона авторитет для інших. У сім'ї також є двоє братів, Сеїт молодший, а також їхня сестричка. Старший Садик, після того як одружився з Джамілею, прожив з нею тільки чотири місяці, потім його забрали на фронт. Джаміля сумувала за ним. Після того, як поранили Садика, він пише в листі, що повертається додому через два місяці, з чого всі радіють. Але на той час в аулі залишалося мало людей, які могли б відвозити зерно з току до станції. І тому бригадир попросив Кичи-апу, щоб вона віддала свою невістку на роботу. Спочатку вона опиралася, але потім все ж дозволила їй і Сеїту взятися до справи. До них ще приєднується Даніяр, і звідси починається їхня історія. Спочатку Джаміля навіть не помічає його, хоча вони завжди працюють разом. Але іноді вони могли й пожартувати з Сеїтом над ним. Та якось вони навіть пошкодували про свій жарт.

## У ролях
- Наталія Арінбасарова — Джаміля
- Суйменкул Чокморов — Даніяр
- Насретдін Дубашев — Сеїт
- Аліман Джангорозова — Джанил, мати
- Алтинбек Кенжеков — Садик
- Мухтар Бахтигєрєєв — Осмон
- Болот Бейшеналієв — художник
- Насир Кітаєв — бригадир Орозмат
- Даркуль Куюкова — епізод
- Сабіра Кумушалієва — епізод
- Гулшара Дулатова — епізод
- Джумаш Сидикбекова — епізод
- Гульсара Ажибекова — епізод
- Марія Курманалієва — епізод
- Толеш Окєєв — епізод
- Ісмаїлбек Абдубачаєв — епізод
- Райма Абдубачаєва — епізод
- М. Алдояров — епізод
- Бакірдін Алієв — епізод
- Каба Атабеков — епізод
- М. Ашимбаєв — епізод
- С. Бійназаров — епізод
- К. Давлеталієв — епізод
- А. Джантеміров — епізод
- І. Джумабеков — епізод
- Д. Ібраєва — епізод
- Р. Кемпербаєв — епізод
- К. Койчуманова — епізод
- Усен Кудайбергенов — епізод
- Назіра Мамбетова — епізод
- Е. Молдобеков — епізод
- Батіна Малдибаєва — епізод
- Тинчилик Раззаков — епізод
- Іскендер Рискулов — епізод
- Калійча Рисмендієва — епізод
- Д. Сейталієв — епізод
- Ш. Супатаєва — епізод
- Муканбет Токтобаєв — епізод
- М. Чокморов — епізод
- Болот Шалтаєв — епізод
- Олександр Кузнецов — колгоспник

## Знімальна група
- Режисер — Ірина Поплавська
- Автор сценария — Чингіз Айтматов
- Художник — Анатолій Кузнецов
- Композитор — Микола Сидельников
- Оператор — Кадиржан Кидиралієв
- Звукорежисер — Віктор Бєляров